# جیمز چارلز فیلیپس
 جیمز چارلز فیلیپس (انگلیسی: James Charles Phillips؛ زاده ۱۹۳۳) یک فیزیک‌دان اهل ایالات متحده آمریکا است.